# Oberkodach
Oberkodach (oberfränkisch: Owean-koring) ist ein Gemeindeteil der Großen Kreisstadt Kulmbach im  Landkreis Kulmbach (Oberfranken, Bayern). Oberkodach liegt in der Gemarkung Mangersreuth.

## Geografie
Der Weiler liegt am Rande der Talsenke des Roten Mains. Im Südosten erhebt sich der Herrenberg (371 m ü. NHN). Ein Anliegerweg führt nach Mangersreuth (0,3 km nordöstlich).

## Geschichte
1321 wurden zwei Höfe zu „Kadan“ erstmals urkundlich erwähnt. 1398 wurde zwischen „Obernkadan“ und „Nydernkadan“ unterschieden. 1531 wurde der Ort „Obernkadach“ genannt, 1701 „Obern Codach“. Kadan ist der Dativ Plural von kât (mhd. für Kot, Schmutz und im übertragenen Sinn Morast). Es wurde damit eine schlammige Gegend bezeichnet. Hinzugekommen ist das Kollektivsuffix –ach, das hier als Steigerung zu verstehen ist, d. h. außerordentlich schlammige Gegend.
Gegen Ende des 18. Jahrhunderts bestand Oberkodach aus einem Anwesen. Das Hochgericht übte das bayreuthische Stadtvogteiamt Kulmbach aus. Das Rittergut Steinenhausen hatte die Grundherrschaft über den Hof.
Von 1797 bis 1810 unterstand der Ort dem Justiz- und Kammeramt Kulmbach. Mit dem Gemeindeedikt wurde Oberkodach dem 1811 gebildeten Steuerdistrikt Mangersreuth und der 1812 gebildeten gleichnamigen Ruralgemeinde zugewiesen. Am 1. April 1946 wurde Oberkodach nach Kulmbach eingegliedert.

### Baudenkmäler
- Oberkodach 1: Wohnstallhaus

### Einwohnerentwicklung
| Jahr      | 001818 | 001861 | 001871 | 001885 | 001900 | 001925 | 001950 | 001961 | 001970 | 001987 |
| Einwohner | 10     | 17     | 20     | 19     | 22     | 16     | 12     | 20     | 24     | *      |
| Häuser    | 2      |        |        | 3      | 3      | 3      | 2      | 4      |        | *      |
| Quelle    | [ 7 ]  | [ 10 ] | [ 11 ] | [ 12 ] | [ 13 ] | [ 14 ] | [ 15 ] | [ 16 ] | [ 17 ] | [ 18 ] |

## Religion
Oberkodach ist seit der Reformation evangelisch-lutherisch geprägt und nach Unsere Liebe Frau (Mangersreuth) gepfarrt.